# Дехисценција горњег полукружног канала ува
Дехисценција горњег полукружног канала скуп је аудитивних и вестибуларних симптома који су последица постојања дехисценције или отвора, у кости која прекрива горњи (задњи) полукружни канал унутрашњег ува. Симптоми у дехисценција коштаног омотача горњег полукрузног канала, који се објашњавају феноменом трећег прозора, могу довести до појаве бројних вестибуларних и аудитивних симптома. Код неких болесника симптоми се карактеришу искључиво вестибуларним симптомима, код других искључиво аудитивним, док трећи имају и аудитивне и вестибуларне симптоме.
Највећи број болесника у стању је да контролише своје симптоме, тако што избегава провокативне надражаје. Међутим код они који имају изражене симптоме болести једина препорука је хируршко затварање горњег полукружног канала, што се показало успешно у смањивању и потпуном отклањању симптома болести. 

## Историјат
Овај клинички синдром у оториноларингологији први је описао 1998. године, Лојд Минор (Lloyd B. Minor).
Минору је анализа намерно изазваних покрете очију при звучним надражајима, који су се поклапали са равни горњег полукружног канала, (код болесника са дехисценцијом горњег полукружног канала) омогућила да идентификује овај синдром. 
Тако је Минор открио да смер покрета очију потврђује теорију трећег мобилног прозора.

## Етиологија
Мембранозни лавиринт (лат. labyrinthus membranaceus) је анатомска структура унутрашњег ува која по свом основном облику одговара коштаном лавиринту у коме је смештен, само је знатно тањи. Испуњава га ендолимфа, која садржи наменске сензорне рецепторе вестибуларног и аудитивног система. Ендолимфа садржи високу концентрацију јона калијума, а ниску концентрацију натријума. Ова јонска разлика је од суштинске важности за нормално фукционисање вестибуларног система. Сматра се да су промене у јонском саставу често узрок настанка вестибуларних поремећаја (болести).
Код дехисценције горњег полукружног канала, постоји место где недостаје кост, те на овом месту мембранозни део лавиринта испуњен ендолимфом може попустити, а то се обично дешава након јаког звучном надражаја. Ово стање назива се „феномен трећег прозора“, јер анатомски гледано постоје две тачке повећане попустљивости, а то су овални прозор, место преко кога се звучна енергија преноси на унутрашње уво и округли прозор одакле се звучна енергија расипа након што је звучни талас прошао кроз унутрашње уво. Према томе овај отвор или дехисценција горњег полукружног канала је трећи мобилни прозор унутрашњег ува, тако да су симптоми у овом синдрому последица тог феномена. Зато у овом синдрому, надражаји који доводе до кретања плочице стапес ка унутра, као што су јаки звуци или издувавање носа, врше притисак на спољашњи слушни канал, изазивајући надражај горњег полукружног канала. Покрети ока изазвани овом ексцитације су вертикално-торзиони, очи се покрећу на горе, док се горњи пол очне јабуцице покреће у смеру од дехисценције горњег полукружног канала. Стимулуси који доводе до кретања плочице стапес ка споља, као што су негативан притисак на спољашњи слушни канал или појачан унутарлобањски притисак (нпр при дубоком удаху или компресији југуларне вене) обично резултује покретима ока у истој равни, али у супротном смеру; очи се крећу надоле, а горњи пол очне јабучице иде у смеру ка дехисцентном полукружном каналу.
Синдром дехисценције полукружног канала обично се дијагностикује код болесника око 45 година старости. Јавља се подједнако на десном и левом уву. Ипак свеукупно гледано 1/3 болесника има промене са обе стране. Код ових болесника, и поред тога најчешће, доминирају симптоми дехисценције само са једне стране.
| „ | Код болесника код којих је присутна дехисценција полукружног канала само са једне стране, обично је са супротне стране кост абнормално танка. Ово доказује да је синдром дехисценције последица развојног поремећаја. Хистопатолошки студије темпоралних костију показују да 1-2% популација има абнормално танку кост која прекрива горњи полукружни канал. Прекид овог танког покривача који се може приписати трауми или времену доводи до појаве симптома и знакова синдрома дехисценције горњег полукружног канала. | ” |

Етиологија вестибуларних симптома
Вестибларни симптоми код дехисценција горњег полукружног канала ува директно су последица феномена трећег прозора унутрашњег ува. Један од главних функција вестибуларног система је да стално одржава стабилну слику посматраног предмета током покрета главе, а то се постиже функцијом вестибуло-окуларних рефлекса. То значи са се при покретима у равни горњег полукружног канала, вестибуло-окуларном рефлексу омогућава да слика и предмети од интересовања остану стабилни. 
Етиологија аудитивних симптома
Аудитивни симптоми код овог синдрома такође су последица манифестације феномена трећег прозора услед дехисценције. Звуци који се преносе путем кости, код ових болесника појачани су ефектом дехисценције, док се звучна енергија која се преноси ваздушним путем расипа од кохлее ка дехисцентном полукружном каналу.

## Клиничка слика
Болест се карактерише; код неких болесника искључиво вестибуларним симптомима, код других искључиво аудитивним, док трећи имају и аудитивне и вестибуларне симптоме.
Вестибуларни знаци и симптоми
- Вртоглавица, проузрокована јаким звуцима или активностима које појачавају унутарлобањски притисак (кашаљ, кијање или затезање).
- Опсцилопсија, поигравање слике при ходу или трчању.

Аудитивни знаци и симптоми
- Аутофонија, коју болесници описују као да им сосптвени глас одјекује гласније и звонкије или да им је резонанца сопственог гласа појачана.
- Да сопствени глас јаче чују на једном уву (најчешче на уву где је дехисценција)
- Да имају дисторзију звука у оболелом уву при активностима као сто је нпр. трчање.
- Хиперосетљивост на звучне надражаје који се преносе преко кости
- Кондуктивни пад слуха, који је потврђен на аудиометрији.

## Дијагноза
Дијагноза дехисценција горњег полукружног канала ува поставља се на основу; анаменезе физикалног прегледа и имиџинг и функционалних тестова.

### Анамнеза
Болесници у анамнези најчешће наводе следеће вестибуларне и аудитивне симптоме:
Вестибуларни симптоми
- Појаву краткотрајне вртоглавице или померања предмети у њиховом видном пољу изазвану звучнним надражајима.
- Да кашљање или кијање, такође проузрикује краткотрајну вртоглавицу или да се предмети у њиховом видном пољу померају
- Да се, понекад предмети у њиховом видном пољу крећу у складу са њиховим пулсом (пулсатилна осцилопсија).
- Осећај константне неравнотеже и нестабилности.

Аудитивни симптоми
Болесници у анамнези најчешће наводе следеће аудитивне симптоме:
- Да „чују“ како им се очи крећу,
- Да чују сопствени глас (аутофонија), нешто јаче уву на коме постоји дехисценција
- Да имају дисторзију звука у оболелом уву при активностима као нпр.током трчања.

### Физикални преглед
Код неких пацијената Притиском на трагус (хрскавицу испред усног канала), код неких болесника може се изазвати осећај кретања, док се у том тренутку истовремено могу уочити брзи покрети њихових очију. 

### Имиџинг и функционални тестови
Компјутеризована томографија темпоралне кости (КТ)
КТ темпоралне кости може се потврдити дијагноза, јер се на снимцима уочава отвор на коштаном делу полукружног канала. Међутим код овог прегледа треба водити рачуна о могућим лажно позитивни резултатима, који могу настати и при великом увећању. Зато треба имати у виду да КТ снимак само помаже у постављању дијагнозе, док је за постављање коначне дијагнозе пресудна; клиничка слика допуњена функционалним тестовима.
Вестибуларни евоцирани миогени потенцијали (ВЕМП)
ВЕМП тест који се базира на томе да је део вестибуларног чула, које се налази у унутрашњем уву као и чуло слуха, могу надражити јаким звучним сигналима, показао се као веома корисна помоћна, али и незаобилазна дијагностичке метода, код многих вестибуларних обољења, па и код дехисценција горњег полукружног канала ува.
Код овог теста, болесник, са залепљеним електродама на врату, лежи са мало подигнутом главом како би мишићи врата били затегнути. Преко ових електрода, након стимулације јаким звуцима преко слушалице на болесниковој глави, бележи се одговор физиолошки или патолошки одговор вестибуларних рефлекса.

## Терапија
Већина болесника не захтева посебну терапију јер добро подноси симптоме захваљујући временом изграђеном механизму да избегавају надражаје који доводе до погоршања симптома, као сто су нпр. јаки звучни надражаји. 
Код болесника код којих су симптоми изражени, са пулсирајућим осцилопсија, хроничним обликом нестабилности и аутофонија, избегавање јаких звучних надражаја много им не помазже. они најчешће захтевају хируршки третман, који подразумева затварање дехисценције (отвора), 
инструменталним приступом кроз средњу лобањску јаму.
У пракси се показало да се бољи резултати добијају, затварањем горњег полукружног канала него покривање дехисценције. Код болесника са обостраном дехисценцијом горњег полукружног канала у већини случајева довољно је извршити операцију само са једне стране, (оне где је дехисценција више изражена).
Иако постоји могућност да болесник након операције остане без слуха, ова операција према досадашњим истраживањима; има веома мали ризик од компликација, насупрот врло добрим резултатима.
Након хируршке терапије болесниици обично висше немају вестибуларних симптома и аутофонију. Затварањем горњег полукружног канала, резултује губитком његове функције, али након периода опоравка последице за пацијента су минималне.